# Oostbroek (Limburg)
Oostbroek (Limburgs: 't Klei-Brook) is een buurtschap ten zuiden van Geulle in de gemeente Meerssen in de Nederlandse provincie Limburg. De buurtschap is gelegen in het Maasdal tussen Westbroek en de spoorlijn Maastricht - Venlo en telt ongeveer 25 huizen. Oostbroek bestaat voornamelijk uit lintbebouwing langs de gelijknamige weg. De naam verwijst naar het ontstaan van de buurtschap uit de ontginning van een moerassig gebied. In het Bunderbos ten oosten van de buurtschap ontspringen diverse bronnen op de hellingen. Het water van deze bronnen wordt met de Leukderbeek, Bosbeek en Berghorstbeek afgevoerd naar de Maas.
In Oostbroek staat het Heilig Hartbeeld, tevens oorlogsmonument.
Dorpen: Bunde · Geulle · Geulle aan de Maas · Meerssen · Moorveld · Rothem · Ulestraten

Buurtschappen en gehuchten: Broekhoven · Brommelen · Genzon · Groot Berghem · Hulsen · Humcoven · Hussenberg · Kasen · Klein Berghem · Oostbroek · Raar · Schietecoven · Snijdersberg · Stommeveld · Vliek · Voulwames · Waterval · Weert · Westbroek

Limburg: Steden en dorpen      Nederland: Provincies · Gemeenten